# Pfarrkirche Donnersbach

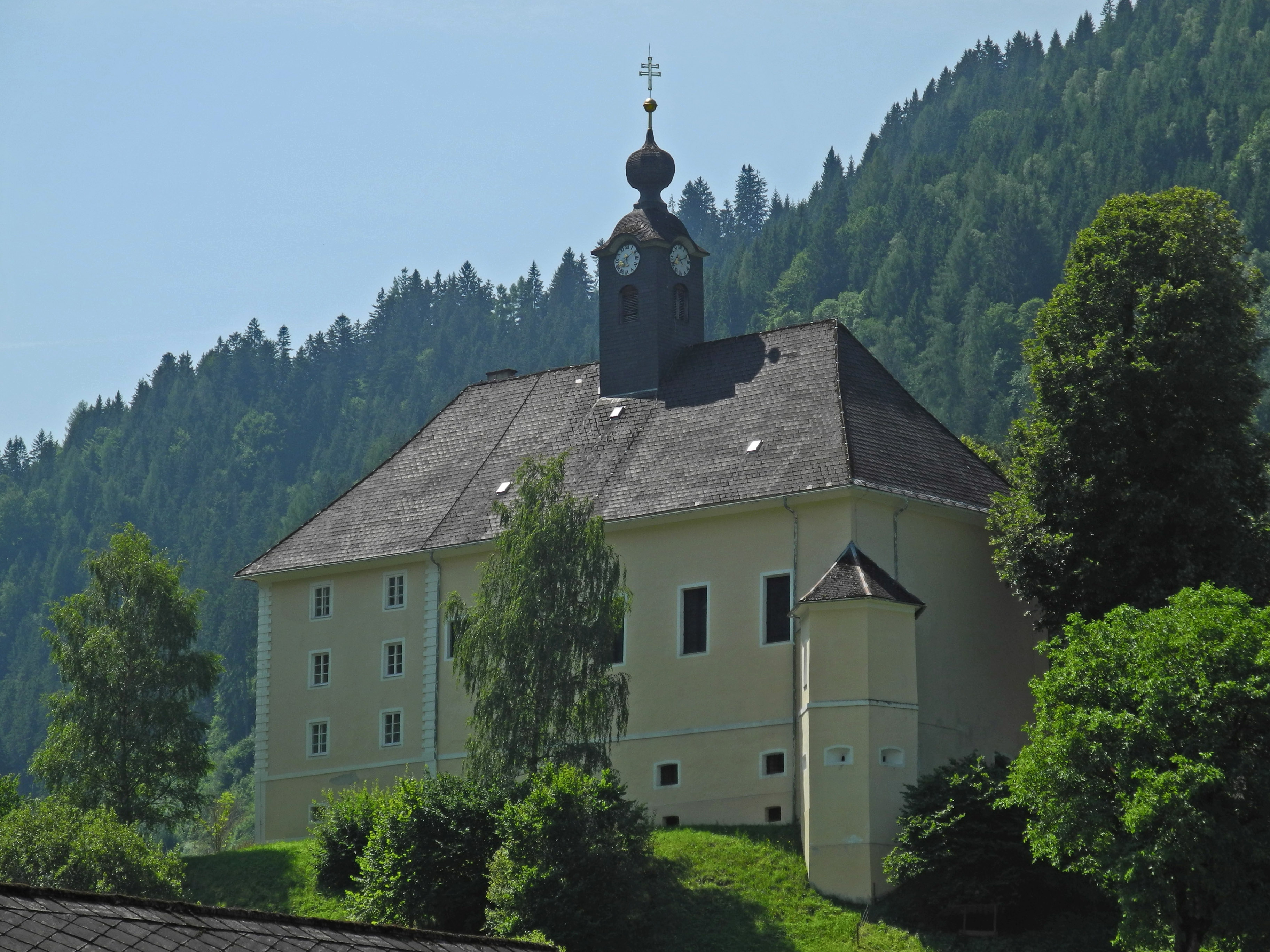
Katholische Pfarrkirche hl. Ägydius in Donnersbach

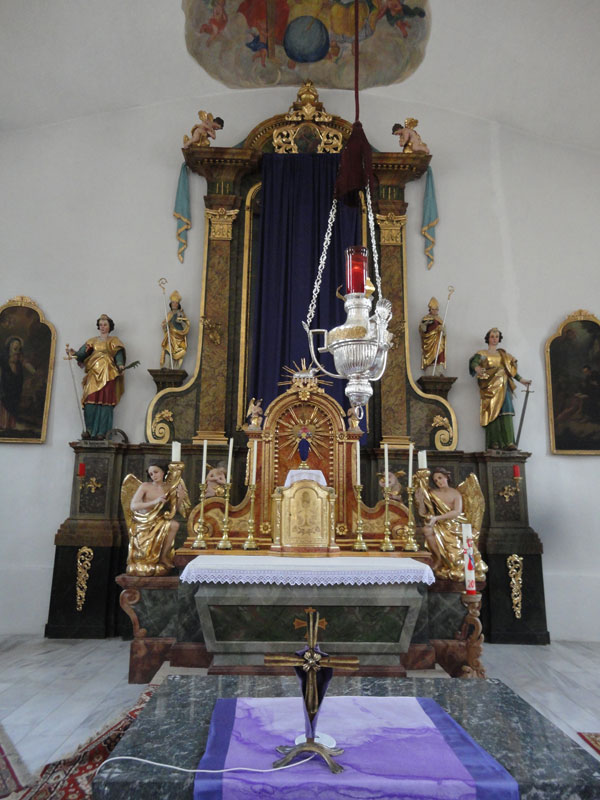
Hochaltar an der leicht gerundeten Altarwand

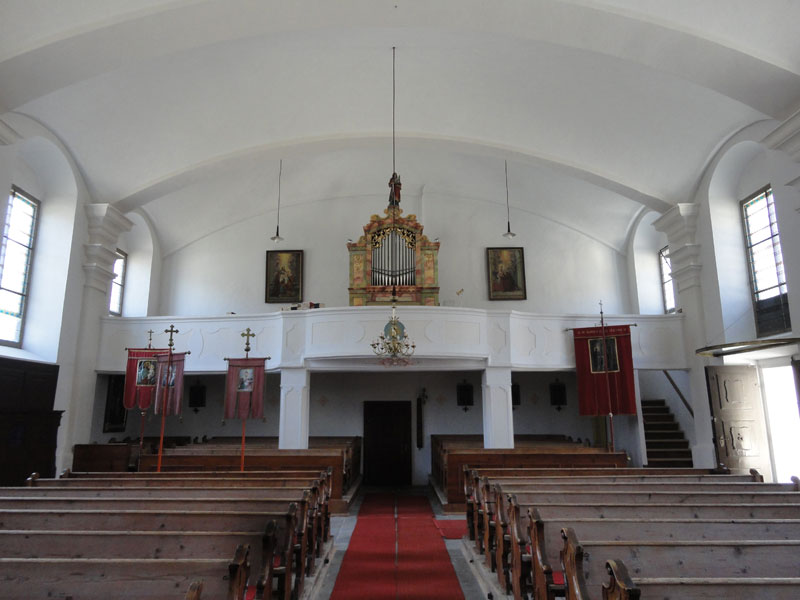
Im Langhaus zur Empore mit Orgel

Die römisch-katholische Pfarrkirche Donnersbach steht im Ort Donnersbach in der Marktgemeinde Irdning-Donnersbachtal im Bezirk Liezen in der Steiermark. Die dem Patrozinium des heiligen Ägidius unterstellte Pfarrkirche gehört zur Region Ennstal und Ausseerland (Dekanat Oberes Ennstal – Steirisches Salzkammergut) der Diözese Graz-Seckau. Die Kirche steht seit 2017 mit dem Schloss Donnersbach unter Denkmalschutz (Listeneintrag).

## Geschichte
Urkundlich wurde 1652 eine Kirche genannt. Nach Umbauten wurde 1786 die Kirche zur Pfarrkirche erhoben, die neue Pfarre wurde von der Pfarre Irdning herausgelöst.
Die Empore zeigt Inschriften, erbaut 1756, renoviert 1826 und 1906. Die Altäre und Statuen wurden von 1962 bis 1964 restauriert.

## Architektur
Die in das Schloss Donnersbach im Osttrakt eingefügte Pfarrkirche ist genordet und trägt einen Dachreiter mit einem Zwiebelhelm.
An das vierjochige schlichte Langhaus unter flachen Ringtonnengewölben auf Gurten schließt ein leicht gerundeter Langhausschluss. Die Langhauswände haben flache Wandpilaster mit Gesimskapitellen. Die dreiachsige Empore ist leicht geschwungen.

## Einrichtung
Hochaltar und Kanzel schuf 1785/1786 Johann Fortschegger aus Mitterndorf. Die Seitenstatuen Katharina und Barbara sind aus der Mitte des 17. Jahrhunderts. Der Altartabernakel ist neu und trägt Engel um 1700. Das Bild Ägydius neben dem Hochaltar nennt I. K. 1772.
Der Seitenaltar hl. Ägydius ist aus dem Anfang des 18. Jahrhunderts, das Altarbild ist aus dem Anfang des 19. Jahrhunderts. Die Kanzel zeigt sich in reizvollem Rokoko mit einem Relief Gleichnis vom Sämann.
Es gibt zwei gotische Statuen Wolfgang und Nikolaus um 1480. Eine fast lebensgroße Statue hl. Petrus ist aus der dritten Viertel des 15. Jahrhunderts.
In der Pfarrkirche Donnersbach gab es schon 1781 eine Orgel mit sieben Registern. Die Orgel erhielt 1895 ein Werk aus der Werkstätte von Matthäus Mauracher.